# ایست فرانت، ویچیتا، کانزاس
ایست فرانت (به انگلیسی: East Front) یک منطقهٔ مسکونی در ایالات متحده آمریکا است که در کانزاس واقع شده‌است. ایست فرانت  ۱٬۳۲۰ نفر جمعیت دارد و ۳۹۵٫۶۴ متر بالاتر از سطح دریا واقع شده‌است.